# Bacalar (municipi)

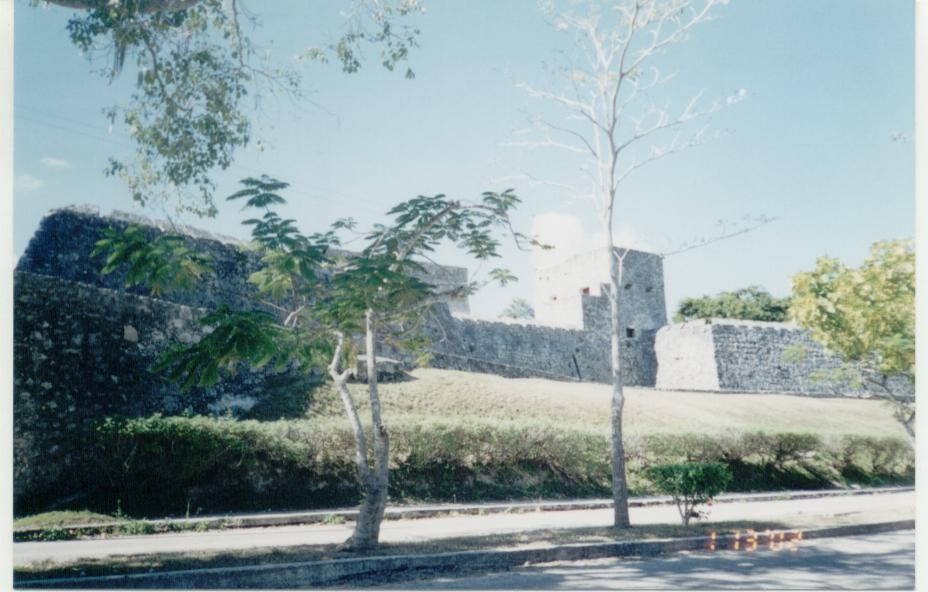
Forte de Bacalar

Bacalar (del maia, Bak'al = cana, ja = aigua; que vol dir «lloc on aigües de canes»). Bacalar és el cap de municipi i principal centre de població d'aquesta municipalitat. Aquest municipi es troba a la part sud de l'estat de Quintana Roo. Limita al nord amb els municipis de Felipe Carrillo Puerto, al sud amb Othón P. Blanco, a l'oest amb l'estat de Campeche i a l'est amb el Carib. Dista de la capital de l'estat uns trenta-vuit quilòmetres.

## Demografia

### Localitats
| Localitats           | Població |
| Total Municipi       | 32 759   |
| Bacalar              | 11 048   |
| Limones              | 2 535    |
| Maya Balam           | 2 018    |
| Pedro Antonio Santos | 497      |